# Amravati
Amravati è una suddivisione dell'India, classificata come municipal corporation, di 549.370 abitanti, capoluogo del distretto di Amravati e della divisione di Amravati, nello stato federato del Maharashtra. In base al numero di abitanti la città rientra nella classe I (da 100.000 persone in su).

## Geografia fisica
La città è situata a 20° 55' 60 N e 77° 45' 0 E e ha un'altitudine di 342 m s.l.m..

## Società

### Evoluzione demografica
Al censimento del 2001 la popolazione di Amravati assommava a 549.370 persone, delle quali 283.789 maschi e 265.581 femmine. I bambini di età inferiore o uguale ai sei anni assommavano a 64.553, dei quali 33.221 maschi e 31.332 femmine. Infine, coloro che erano in grado di saper almeno leggere e scrivere erano 436.680, dei quali 235.360 maschi e 201.320 femmine.